# 덴 해로우
덴 해로우(Den Harrow)는 1980년대 중반부터 스테파노 잔드리(Stefano Zandri, 1962년 6월 4일 ~ )가 아티스트의 얼굴로 활동했고, 톰 후커가 대부분의 보컬을 맡았다. 수년 후, 잔드리가 그들의 히트곡들 중 어떤 것도 노래하지 않았고, 대부분의 노래들이 후커에 의해 공연되고 공동 작곡되었다는 것이 밝혀졌다. 덴 해로우는 프로듀서 로베르토 투라티 미키 키레가토에 의해 구상되었는데, 그는 이탈리아어 단어 데나로를 기반으로 했다.